# Jerdons timalia
Jerdons timalia (Chrysomma altirostre) is een zangvogel uit de familie Paradoxornithidae (diksnavelmezen). De Nederlandse naam verwijst naar  Thomas C. Jerdon die de vogel in 1862 beschreef. Het is een kwetsbare rietvogelsoort van moerassen langs rivieren in het noorden en oosten van het Indische subcontinent.

## Kenmerken
De vogel is 16 tot 17 cm lang en onopvallend grijs en bruin gekleurd, met een relatief dikke snavel en een lange staart. De vogel is grijs van onder en van boven bruin, sommige ondersoorten meer roodbruin. De vogel lijkt sterk op de  goudoogtimalia (C. sinense), maar die heeft een geel oog met een oranje oogring en witte wenkbrauwstreep.

## Verspreiding en leefgebied
Deze soort komt voor van Pakistan tot Myanmar en telt drie ondersoorten:
- C. a. altirostre: Myanmar.
- C. a. scindicum: Pakistan.
- C. a. griseigulare: zuidelijk Nepal en noordoostelijk India.

Het leefgebied bestaat uit dicht, hoog riet of lisdodde langs rivieren.

## Status
De grootte van de populatie word door BirdLife International geschat op 2500-10.000 volwassen individuen en de populatie-aantallen nemen af. Het leefgebied wordt aangetast door drooglegging, waarbij rietmoerassen worden omgezet in gebied voor beweiding en ander agrarisch gebruik en menselijke bewoning. Om deze redenen staat deze soort als kwetsbaar op de Rode Lijst van de IUCN.